# Epactoides sambavae
Epactoides sambavae là một loài bọ cánh cứng trong họ Bọ hung (Scarabaeidae).